# Велиша Раичевић Псуњски
Велиша Раичевић – Псуњски (Трепча, 5. новембар 1903 — Нови Сад, 1. јун 1972) био је инжењер геодезије, публициста и историчар аматер.

## Биографија
Велиша Раичевић родио се 5. новембра 1903. године у Трепчи код Андријевице од оца Новака и мајке Мируне у породици која је имала још три сина и једну кћер. Породица је материјално добро стајала па је Велиша, после завршене гимназије у Крагујевцу, отишао на студије геодезије у Праг. Од 1929. стално се настањује у Винковицима, где добија посао у струци као геометар. До почетка Другог светског рата активно учествује у јавном животу објављујући чланке у београдским новинама „Време“ и винковачкој „Славонији“, органу Југословенске радикалне заједнице. Истовремено се занима аматерским проучавањем историје, посебно хрватско-српских односа.
После проглашења Бановине Хрватске (26. августа 1939. године) у Винковцима су учестале претње и напади на Србе. Раичевић такође добија претње смрћу, након чега улази у војну службу и учествује до 1941. године у утврђивању границе са Румунијом. Агресија фашистичких сила на Југославију и проглашење Независне Државе Хрватске затичу га у Босни, одакле се уз помоћ епископа зворничко-тузланског пребацује у Србију. Време под окупацијом проводи са породицом испрва у Београду. Средином 1945. се преселио у Нови Сад, где се повукао из политичког живота. Прво је био запослен у фабрици ексера, а 1954. је имао приватни геометарски биро. После тога се сели у своју кућу у западном Поморављу. Умро је 1. јуна 1972. од срчаног удара.

## Публицистичка и историчарска делатност
Слушајући многа сведочења избеглица о геноциду над Србима у НДХ, те о учесталим рушењима и скнављењима православних храмова, Раичевић прикупља и обрађује голему документацију и објављује своја истраживања у двије књиге под псеудонимом Псуњски: „У име Христа – Светиње у пламену“ и „Хрвати у светлу историјске истине“ (обе објављене у Београду 1944).
Иако их је писао аутор без историчарског образовања, књиге превазилазе чисто публицистички карактер и представљају вредна сведочанства свога времена. Књига „Хрвати у светлу историјске истине“ прештампана је више пута после пропасти СФРЈ, а 2006. године у Љубљани је објављен словеначки превод.